# A君(17)の戦争
『A君(17)の戦争』（エーくんじゅうななさいのせんそう）は、豪屋大介作のライトノベルである。富士見書房から刊行されている。

## 概要
現代の日本で生まれ育った何の取り柄もない少年が別の異世界に召喚され、滅亡に瀕した国を救うために異種族の美少女たちを従えて活躍する。さらには世界そのものを創造する力を持った超越者が出現し、主人公は目の前の敵と戦うのと同時に、超越者との対決にも備えていかなければならなくなる。
こうしたあらすじは一見ステロタイプ的なライトファンタジー風の「ハーレムもの」のようだが、物語はそういったステロタイプ（作中の表現によれば「おファンタジア」）を適宜引用しては、それらを揶揄しつつ進行する。
戦闘は少数の勇者ではなく、多数の（つい最近まで普通の暮らしをしていた）兵士たちからなる軍隊によって行われる。「おファンタジア」な戦争では軽視されがちな兵站や戦争経済にまつわる問題も頻繁に描かれる。そして主人公の能力も個人的な武勇ではなく、作戦指揮や国家戦略といった部分でのみ発揮される。これらによって、あたかもファンタジー世界を舞台とした架空戦記であるかのようなストーリーが展開していく。なお、主人公の使命は「人族による侵略から魔族の国を守ること」である。
作中には建前上対象としているはずの読者（中高生）より10歳以上年長でなければ判らないような題材がしばしば紛れ込んでいる。
先述した「揶揄」の対象は「おファンタジア」のみならず、それらを愛好し、女性キャラクターに「萌え」の感情を抱いたり、同人誌を作ったり、設定の矛盾を見つけては悦に入ったりする「おたく」にも及ぶため、読者および作者にとってかなり自虐的な作品である。

## 登場勢力と主要登場人物

### ブラントラント
主要な舞台となる世界。二つの太陽と四つの月がある。

#### 魔王領
ブラントラントで唯一、魔族（魔物という表現は差別用語なので使われない）と人族が共存する国。千年ほど前から数十年おきに異世界の人族が現れ、魔王として治めてきた。代々の魔王によって導入された異世界の文物や制度、文化などは多少の時間差を置いてブラントラント全土に広まっている。公用語は歴代魔王によって伝えられた日本語。
小野寺剛士（おのでら ごうし）
本作の主人公。天抜高校2年4組。容姿も体力も人並み以下の17歳。少々卑屈でひねくれた部分もあるがごく普通の感性を持ち、それなりに正しく躾けられているので恩のある相手には可能な限り報いようとするし多少のことで他人を恨んだりはしないが、「高速怨念増殖炉」と形容される精神的に限界まで追いつめられた時のみ作動する特殊な思考回路を持ち、積み重なって限界を超えた怨みを晴らすためには手段を選ばない。次期魔王としてブラントラントに召喚され、現魔王の田中によって魔王領総帥に任命される。田中はまもなく戦闘中行方不明になるが、剛士は彼が戦死したとは認めず（事実生きていた）、魔王に即位せず総帥のまま魔王領の統治と戦争指導にあたる。
スフィア
外見的には剛士と同年代の人族だが、その素性は不明。本人曰く、剛士の「医師兼カウンセラー兼メイドのような者」（兼護衛）として傍に仕える少女。髪は浅黄色、なぜか天抜高校の制服に身を包み（本人曰く「趣味」）、腰に鈴を付け、巨大な鎌を携えている。ある強大な存在によって、剛士を魔王たらしめるために尽くすという「さだめ」を課せられているが、ただの少年としての彼を好ましく思い、責任の重圧に苦しみながらも統治者として彼女らの期待を越えた成長を遂げていくことに切なさを感じている。
田中和夫（たなか かずお）
現魔王。1986年の天抜から召喚された。熱狂的なアニメファンで、戦闘開始前の演説で『機動戦士ガンダム』に登場するギレン・ザビの演説を、死をも覚悟で自ら突撃するという場面で同スレッガー・ロウの台詞を引用した。外見や趣味・言動からはまったく想像できないが、卓越した外交手腕を持っている。ランバルト軍の捕虜となるが、彼の世話をするために（敵国とはいえ一応元首なので）付けられたメイドたちを自分の趣味へ引きずり込み、一緒に同人誌製作に励んでいる。
アーシュラ・ガス・アルカード・ドラクール
ヴァンピレラ。178歳の若さで魔王軍の筆頭参謀（のち参謀総長）を勤める俊英であり、剛士の右腕的存在。当初は田中を慕っており、魔王領へ現れた当初の剛士の情けなさから彼に魔王領を救う力があるとは信じられず、その手で始末しようと考えたこともあるが、その能力や人となりを知るにつれて次第に心惹かれていく。
リア・クァルトマイエル
サタニアン。わずか68歳にして田中魔王の寵愛を受けている（外見は全力でロリっ娘だが18歳以上だから問題はない）。一人称には「ボク」を使い、剛士を「お兄ちゃん」と呼ぶ。外見や言動に反して戦闘能力も指揮能力も高く、将として一軍を率いることも出来る。
セシエ・ハイム
エルフ。256歳の能天気お姉さん。CMA（中央魔導局）長官、すなわち魔王領における諜報／防諜活動の総元締めなのだが、マイペースな性格で、そうした世界の人物には見えない。
ジョス・グレナム
人族。23歳ながら魔王領一の大魔導士であり、魔王軍の高級士官。かなり遊び慣れている。
メイム・カスターリャ
ダークエルフ。600歳を越える妖艶な美女。ジョスの魔法の師匠にして最初の女であり、今では彼の腹心の部下にして愛人の筆頭。
ガス・クォルン
ゴブリン。魔王軍の一翼を担い、「迫撃のクォルン」と呼ばれている野戦の達人。気配りのきく謙虚な人物で、軍事だけではなく剛士の私生活にも気を配っている。剛士から全幅の信頼を受けており、のちに陸戦総監に昇進し地上部隊すべてを統括する。
玉藻（たまも）
九尾の狐。普段は狐の姿で剛士の執務室の机の上にいるが、状況に応じてミニの十二単を着た美少女や妖艶な美女に変身する。九尾の狐として地球で政治中枢にいた経験を活かし、政治顧問として剛士に仕える。
ブーラーン
トロル。魔王軍の将軍。いつも酔っ払っている（この世界のトロルは、いつでも酒を飲むのが常識となっている）ので「酔戦のブーラーン」と呼ばれている。

##### 歴代の魔王
魔王となる者たちには以下のような共通点がある。
- 日本の天抜（現：天抜市）出身。
- その時々で魔王領が最も必要としている才能を持っている（元の世界では役に立たない才能だったり、本人もこちらに来るまで気づいていなかったりする）。
- 元の世界では神隠しに遭っても周囲にほとんど影響を与えない存在だった。
- その時の魔王には解決できない問題が発生すると次の魔王候補が出現し、円満に禅譲される。退位した元魔王たちはこちらの世界で得た伴侶と共に余生を送っている（魔族と仲の良い人間はほとんど年をとらないため、初代以下全員が健在）。

斎藤
1950年代の天抜から召喚された。広島原爆投下で妻子を失っている。セントール平野の共同入植計画を進めたが失敗に終わる。退位後は側近だったエルフと再婚し、平穏に暮らしていたが、剛士の要請でランバルトとの停戦交渉に関する全権使節団長に就任する。

#### ランバルト王国
魔王領の東に隣接する人族至上主義の大国。とはいえ、かつては魔王領との国境地帯であるセントール平野に両国共同で入植地を拓こうとしたこともあった。ゴルソン大陸の中央に位置し、海に接していないため、貿易港を手に入れたいという経済的理由からも魔王領征服を図っている。
フェラール三世
人格者でその美貌に似合わぬ戦争の才覚を持つ名将として知られる23歳の若き国王。実はすべてシレイラのおかげで、しかも同性愛者であることが知られているため彼女には頭が上がらない。田中とは敵味方ながら民を統べる者同士として、また一般的ではない趣味を持つ者同士として共感するものがあり、彼にしては珍しくノーマルな良き友人関係を築く。田中を奪還すべく行われた魔王軍の王都強襲に際し、外交交渉の窓口を作るために自らの意志で捕虜となる。
シレイラ
フェラールの妹。15歳。陰謀・戦争を何よりも好む。彼女なりに王国や兄のために良かれと様々な作戦を立て、表向きは兄の功績ということにして深窓の姫君ぶっていた。なぜか田中には猫被りが通用せず、天敵と認識している。フェラールが魔王軍に捕らわれたのを機に摂政となり、人族諸国の軍を糾合して魔王領へ侵攻する。
ナサニア・トルガ・ゴローズ
男爵、29歳。ランバルト軍の中でも後ろ暗い任務を担当する特殊部隊「王立特務遊撃隊（ロイヤル・スペシャル・イレギュラーズ）」の指揮官。のちにはシレイラの軍師へ取りたてられる。脛に傷持つ者揃いの特務遊撃隊メンバーからも慕われる好漢。セントール平野の共同入植地の村で生まれ育ったが、その村は何者かに襲われて全滅し、以来襲撃者の正体を突き止めることに人生の大半を費やしてきた。当時彼を兄のように慕っていた幼い姉妹の片割れこそ、スフィアのかつての姿である。
マヤ・ウラム
王国騎士、20歳前後。ゴローズの副官、のちには彼の後任の指揮官。騎士の家系の娘だが、父親の不名誉な行いが元で正規の騎士としての扱いを受けられず、特務遊撃隊に入る。ゴローズに想いを寄せており、彼の言葉を脳内で都合良く変換して一人で暴走することがあった。

#### コレバーン連合
ランバルトに隣接する国の一つ。国王の権威が弱く、大貴族たちと経済力のある臣民たちとの対立が続いている。証券市場が盛んで、魔王領・ランバルト双方の発行する戦時国債が人気商品となっている（貴族はランバルトの、臣民は魔王領の国債を買っている）。
フィラ・マレル
連合王家第3王女、24歳。高い政治的才覚と臣民寄りな思想を持ち、行動派かつ直情型の性格。冗談でクーデター計画を考えたところ周りが本気にして幽閉されていたが、大貴族たちがランバルトに懐柔されつつある状況を危惧し（魔王領を片付けたランバルトが次にコレバーンへ兵を向けることを恐れ）、政治亡命 & 押し掛け政略結婚のために魔王領へやってくる。
アイデン・トルラウ
フィラ王女お付きの爺や（侍従長）。元コレバーン軍天馬騎兵大佐。
ノーリャ・マレル
連合王家第2王女。それなりに美人ではあるが田中やフェラールの作った同人誌に熱中しており、なおかつ前世でも王女だったという妄想に取り憑かれている。シレイラは彼女をフェラールの政略結婚の相手として考えており、また田中に対する嫌がらせのためにも彼女を利用する。

#### パライソ
魔王領、ランバルト両国の北に隣接する国。軍事的・経済的な力は小さいが、マスル教の総本山がある。礼拝はゴスペル・ロック風。

### その他
朧野ほのか（おぼろの ほのか）
思い描いた通りの世界を創造し、また消し去る力を持ったデウス・エクス・マキナ的存在。外見はポニーテールで長身の美少女。ブラントラントは彼女が作った世界ではないが、ずっと前から介入を繰り返しており、最近は人族と魔族の対立を煽っている節がある。剛士と彼女自身が幼馴染で相思相愛である世界を作ってみせたりもしたが、彼はブラントラントの方を選んだ。彼女が能力を発揮した時、鈴の音が聞こえることがある。
飯田（いいだ）
天抜高校で剛士を苛めていた同級生たちのリーダー。剛士の策略にハメられクラス中にホモ疑惑をかけられ剛士に対する強姦未遂で警官に逮捕されそうになったが直後に剛士がブラントラントに行ったためその後は不明。ほのかの作った世界では柔道部主将で剛士の親友。
須賀沼卓蔵（すがぬま たくぞう）
ほのかの作った世界にある出版社の編集長。高校生作家の剛士を直接担当している。モデルになった人物は『レッドサン ブラッククロス 死戦の太平洋』の登場人物である菅沼拓三と同じ。

## コミック版
『月刊ドラゴンエイジ』2007年11月号より『A君(17)の戦争 I, THE TYCOON?』のタイトルで連載開始。作画担当は松本規之。
単なる小説版のコミカライズではなく、原作の豪屋自身が書き下ろしたコミック版用のシナリオに基づいていて、多くのアレンジが入れられている。

## 書誌情報
後述する事情で1 - 8巻は新装刊されたが、ここで書いたISBNは旧版のもの。
- 『A君(17)の戦争』富士見書房〈富士見ファンタジア文庫〉
  1. 「まもるべきもの」2001年11月、ISBN 4-8291-1381-2
  2. 「かえらざるとき」2002年5月、ISBN 4-8291-1430-4
  3. 「たたかいのさだめ」2002年7月、ISBN 4-8291-1442-8
  4. 「かがやけるまぼろし」2002年11月、ISBN 4-8291-1478-9
  5. 「すすむべきみち」2003年5月、ISBN 4-8291-1516-5
  6. 「すべてはふるさとのために」2003年11月、ISBN 4-8291-1547-5
  7. 「はたすべきちかい」2004年4月、ISBN 4-8291-1607-2
  8. 「うしなうべきすべて」2005年4月、ISBN 4-8291-1699-4
  9. 「われらがすばらしきとき」2006年1月、ISBN 4-8291-1747-8
- 読切短編：外伝。文庫本未収録
  1. 「剛士君(17)の結婚?」月刊ドラゴンマガジン2005年4月号 ASIN B008QD7ET8
  2. 「田中魔王陛下の生活と意見」月刊ドラゴンマガジン2005年12月号 ASIN B000BRRIG6
- 漫画化版『A君(17)の戦争 I, THE TYCOON?』富士見書房〈角川コミックス ドラゴンJr〉
  1. 2008年5月8日、ISBN 4-04-712550-4
  2. 2008年10月9日、ISBN 4-04-712572-5

### 合本版
2021年以降、中央公論新社より、佐藤大輔の諸作品について過去の新書版や文庫版等をシリーズ毎に纏めた合本版が刊行されている。佐藤大輔＝豪屋大介が公式に認められたことは無いが、この中で豪屋大介名義の作品についても2024年より合本版の刊行が開始された。
- 『A君(17)の戦争』中央公論新社

「Ⅰ」2024年9月、ISBN 978-4-12-005824-0 ：文庫版1～3巻を収録。巻末にドラゴンマガジンの編集を当時務めた菅沼拓三による「豪屋大介は何者か」と題する書下ろし寄稿があり、佐藤大輔・豪屋大介の諸作品について関係性と執筆経緯が紹介されている。
「Ⅱ」2024年10月、ISBN 978-4-12-005837-0 ：文庫版4～5巻、および6巻の2/3を収録。
「Ⅲ」2024年11月、ISBN 978-4-12-005850-9 ：文庫版6巻の残り1/3、および7～9巻を収録。
なお、月刊ドラゴンマガジン2005年4月号と12月号に掲載された読切短編は共に未収録となっている。

## 備考
- 当初、表紙は伊東岳彦、挿絵は北野玲が手がけていたが、7巻で表紙も北野に交替した。さらに8巻から（北野が玲衣に改名したのと共に）画風が大きく変わり、既刊分もすべてイラストが差し替えられた新装版となった。
- ファンの中には豪屋大介の作風や文体が佐藤大輔と類似していると感じる者もおり、しばしば「両者は同一人物か否か」が話題となる。それを助長するかのように、4巻で剛士が放り込まれたもう一つの日本は『レッドサン ブラッククロス』の世界であった（公式には佐藤の許可を得て豪屋が借用したとされている）。豪屋大介（とされる）明らかに佐藤と別人の写真が公開される一方、佐藤側関係者のブログでの同一人物を匂わせる発言もあった。月刊ドラゴンエイジ2007年11月号のコミック版連載開始にあたり、同号に佐藤大輔からの応援メッセージが掲載された他、2017年3月に佐藤が死去したおりには作画の松本が「A君の戦争のコミカライズでお世話になり」とのツィートを行っている[2]。